# Het verhaal van de ezel en de os
Het verhaal van de ezel en de os is het eerste verhaal, dat binnen het grotere kaderverhaal uit de verhalencyclus Duizend-en-een-nacht wordt verteld.

## Verhaal
Een welgestelde koopman bestierde een boerderij. Hij verstond de taal van de dieren, maar moest dat verborgen houden anders zou hij zeker sterven. De koopman bezat een os en een ezel. De os moest zwoegen op het land, de ezel werd in de watten gelegd. Op advies van de ezel wendt de os een ziekte voor. De koopman - die immers alles verstond - zette voor straf de ezel voor de ploeg. De ezel beklaagt zich: "Dat komt allemaal door mijn onbedachtzaamheid. Ik had rustig gezeten als ik niet zo bemoeizuchtig was geweest. Als ik geen list verzin en de oude situatie herstel, overleef ik het niet."

## Plaatsing binnen de verhalencyclus
Het verhaal van de ezel en de os wordt verteld binnen het kaderverhaal van Duizend-en-een-nacht, Het verhaal van Sjahriaar en zijn broer. Het is niet echt zuiver een deel van het kaderverhaal, omdat het niet - zoals alle andere verhalen - door Sjahrazaad zelf wordt verteld, maar door de vader van Sjahrazaad die ook de vizier van de koning is. Hij wil haar waarschuwen voor haar "domme" idee om zich vrijwillig aan de sultan aan te bieden als vrouw. De vizier vreest voor het leven van haar dochter. "Ik zal hetzij verlossing brengen voor de mensen, hetzij omkomen en sterven als de anderen." Het verhaal van haar vader overtuigt Sjahrazaad natuurlijk niet.
Volgend verhaal (op dit vertelniveau): Het verhaal van de koopman en de echtgenote.
Zie ook: De verhalenstructuur van Duizend-en-een-nacht.

## Referentie
De voor deze samenvatting gebruikte vertaling en citaten is die van Richard van Leeuwen op basis van de Mahdi-tekst, en houdt de volgorde van de Boelaak-tekst aan.